# Valle de Phobjika
El Valle de Phobjika es un extenso valle glaciar a una altitud de unos 3.000 metros (9.800 pies) en el lado oeste de las Montañas Negras en el país asiático de Bután (en una Cordillera por encima de 5.000 metros o 16.000 pies de altitud) que separa el oeste y centro de Bután. El valle cubre la mayor parte de los gewogs de Phobji y Gangteng y contiene el Monasterio de Gangteng, también conocido como Gangtey Gonpa, en un espolón rodeado por el pueblo de Gangtey. El valle está cubierto por una capa de hierba en una tierra pantanosa donde existe una variedad especial de bambú enano. El río Nake Chuu corre a través de este valle.